# Šišljavić
Šišljavić je vesnice v Chorvatsku v Karlovacké župě, spadající pod opčinu města Karlovac. Nachází se asi 18 km východně od Karlovace. V roce 2011 zde žilo 457 obyvatel.
Vesnice leží na silnici D36. Sousedními vesnicemi jsou Donja Kupčina a Koritinja.